# Винницко-Тульчинская епархия ПЦУ
Винницко-Тульчинская епархия (укр. Вінницько-Тульчинская єпархія) — епархия ПЦУ на территории Винницкой области.

## История
Епархия была учреждена в составе УПЦ КП решением Священного синода 1992 года как Винницкая. Кафедральный собор «Спас на Убрусе» был освящён 15 мая 2010 года. После вхождения УПЦ КП в ПЦУ сменила название на нынешнее (из-за дублирования названий епархий новой церкви).
По состоянию на 2018 год епархия насчитывала 273 общины, объединённые в 25 благочиний.
Устав епархиального управления — как епархии ПЦУ — зарегистрирован Министерством культуры Украины в марте 2019 года.

## Управляющие епархией
- Софроний (Власов) (15 сентября 1992 — 13 марта 1993)
- Владимир (Ладыка) (13 марта 1993 — 30 декабря 1993)
- Иаков (Панчук) (30 декабря 1993 — 23 ноября 1995) и. о.
- Панкратий (Тарнавский) (27 июля 1997 — 4 апреля 2000)
- Геронтий (Хованский) (4 апреля 2000 — 28 февраля 2006)
- Онуфрий (Хаврук) (4 марта 2006 — 8 марта 2013)
- Михаил (Бондарчук) (с 8 марта 2013)